# Голосеменни
Голосеменните растения (Gymnospermae) са отдел растения, включващ дървета и храсти от класовете Иглолистни, Цикасови, Гинко и Гнетум. Иглолистните образуват шишарки, които са силно скъсени видоизменени клонки и се състоят от централна ос и спирално наредени около нея видоизменени листа (люспи). Шишарките са Двуполови – женски и мъжки, които при някои видове се развиват върху едно и също растение, докато при други – върху различни растения. Опрашването се извършва от вятъра.
Подотдел иглолистни голосеменни растения обхваща най-широко разпространените днес голосеменни растения. Те наброяват около 800 вида и се срещат по цялото земно кълбо. Иглолистните са дървета и храсти. Листата им са игловидни или люсповидни, запазват се дълго по клонките и опадват постепенно. Затова растенията изглеждат вечнозелени. Иглолистните голосеменни образуват два вида шишарки – женски и мъжки. В мъжките шишарки всяка люспа носи торбичка пълна с тичинков прашец. Прашецът при повечето иглолистни има две въздушни мехурчета. Те го правят лесно преносим от вятъра. В женските шишарки всяка люспа носи по две семепъпки. Във всяка семепъпка се намира зародишна торбичка с две яйцеклетки. След оплождането им се образуват семена. При повечето видове семената се разпросраняват от вятъра. При хвойната, тиса и кипариса семената са обхванати от разраснали се люспи и наподобяват плод. Те не образуват плодове.